# 34300 Brendafrost
34300 Brendafrost este o planetă minoră (asteroid) din centura de asteroizi. A fost descoperită pe 31 august 2000 la Experimental Test Site⁠(d) de Lincoln Near-Earth Asteroid Research. 
Obiectul prezintă o orbită caracterizată de o semiaxă mare de 3,1453342 UAi, o excentricitate de 0,13, o înclinație de 4,67801 ° în raport cu ecliptica.